# Wiesława Nizioł
Wiesława Krystyna Nizioł  est une mathématicienne polonaise, directrice de recherche au CNRS, dans l'équipe de théorie des nombres de l'IMJ-PRG, à  Sorbonne Université à Paris.
Ses recherches portent sur la géométrie arithmétique, et plus particulièrement sur la théorie de Hodge p-adique, les représentations galoisiennes et la cohomologie p-adique.

## Biographie
Nizioł étudie de 1980 à 1984 à l'université de Varsovie et obtient un  M.Sc. en informatique à l'université de Varsovie sous la direction de Wojciech Rytter en 1984. Elle est professeur assistant à l'Institut de théorie des calculs de l'université de Varsovie de 1984 à 1988.
Elle commence des études doctorales en informatique à l'université Stanford, puis change pour des études de mathématiques à l'université de Princeton de 1986 à 1991, et elle obtient un Ph.D. en octobre 1991 à l'université de Princeton sous la supervision de Gerd Faltings avec une thèse intitulée « On a cohomological functor associated to crystalline representations ».
Elle est ensuite en poste à l'université Harvard, l'université de Chicago et l'université du Minnesota avant de rejoindre l'université de l'Utah in 1996. elle a aussi séjourné à l'Institute for Advanced Study en 2010 comme visiteur et en  2017 comme membre, et au Mathematical Sciences Research Institute en 2014 et en 2018 dans le cadre, respectivement, des programmes sur les espaces perfectoïdes et les conjectures homologiques.
De 2012 à 2019, Nizioł est directrice de recherche, au CNRS, à l'ENS Lyon, et depuis 2020 directrice de recherche à l'IMJ-PRG de Sorbonne Université.

## Travaux de recherche
Nizioł  étudie la cohomologie des variétés {\displaystyle p}-adiques; on lui doit notamment : 
- des théorèmes de comparaison, par des méthodes motiviques, entre la cohomologie de de Rham et la  cohomologie étale {\displaystyle p}-adique de variétés algébriques sur des corps  {\displaystyle p}-adiques (démonstrations [6],[7] des conjectures {\displaystyle C_{\mathrm {cris} }} et {\displaystyle C_{\mathrm {st} }} de Jean-Marc Fontaine) ;
- une définition[8],[9], pour les variétés algébriques  {\displaystyle p}-adiques, d'un analogue {\displaystyle p}-adique (la cohomologie syntomique) de la cohomologie de Deligne (en) pour les variétés sur les nombres réels;
- un théorème de comparaison[10], via les méthodes de topologie syntomique, pour des variétés analytiques  {\displaystyle p}-adiques, et le calcul[11],[12] de la cohomologie étale {\displaystyle p}-adique de divers espaces symétriques  {\displaystyle p}-adiques avec applications au programme de Langlands {\displaystyle p}-adique local.

## Distinction
Elle était conférencière invitée au Congrès international des mathématiciens de 2006, avec un exposé intitulé « p-adic motivic cohomology in arithmetic ». Elle est membre de l'Academia Europaea depuis 2021 et fellow of the AMS (2025 class of fellows).